# Wapen van Winkel

Wapen van de voormalige gemeente Winkel

Het wapen van Winkel werd vanaf 26 juli 1816 tot de opheffing van de gemeente in 1970 door de plaats Winkel gebruikt.

## Geschiedenis
Hoe en wanneer het wapen is ontstaan is niet bekend. Mogelijk stamt het van het wapen van Holland-Henegouwen, vergelijkbaar met het wapen van Ilpendam. Het kan zijn ontstaan nadat Willem II van Holland in 1402 het schoutambt van Oude en Nieuwe Niedorp verkreeg.

## Blazoenering
De blazoenering van het wapen luidde als volgt:
Gevierendeeld; het eerste en vierde van lazuur beladen met een klimmende leeuw van goud, het tweede en derde van goud.
In deze beschrijving wordt verzuimd aan te geven dat de leeuw in het eerste kwartier omgewend is. Lazuur is in de heraldiek de term voor blauw. Het wapen is niet gekroond en heeft ook geen schildhouders.

Er is nog een ander wapen van Winkel bekend, ook gevierendeeld, maar nu zijn de kwartieren I en IV van zilver, en II en III zijn van azuur (blauw). Op het schild, over de vier kwartieren heen, staat een gouden leeuw. 
Het waterschap de Niedorper Kogge voerde een vergelijkbaar wapen, waarop de leeuw rood was.

## Verwante wapens

Het wapen van Ilpendam
Wapen van Nieuwe Niedorp
Wapen van Oude Niedorp

Abbekerk
· Akersloot
· Andijk
· Ankeveen
· Anna Paulowna
· Assendelft
· Avenhorn
· Barsingerhorn
· Beemster
· Beets
· Bennebroek
· Berkenrode
· Berkhout
· Bijlmermeer
· Blokker
· Bovenkarspel
· Broek in Waterland
· Broek op Langedijk
· Buiksloot
· Bussum
· Callantsoog
· De Rijp
· Egmond
· Egmond aan Zee
· Egmond-Binnen
· Graft
·  Graft-De Rijp
· 's-Graveland
· Groet
· Grootebroek
· Grosthuizen
· Haarlemmerliede
· Haarlemmerliede en Spaarnwoude
· Harenkarspel
· Heerhugowaard
· Hensbroek
· Hoogkarspel
· Hoogwoud
· Ilpendam
· Jisp
· Kalslagen
· Katwoude
· Koedijk
· Koog aan de Zaan
· Kortenhoef
· Krommenie
· Kwadijk
· Langedijk
· Leimuiden
· Limmen
· Marken
· Middelie
· Midwoud
· Monnickendam
· Muiden
· Naarden
· Nederhorst den Berg
· Nibbixwoud
· Niedorp
· Nieuwe Niedorp
· Nieuwendam
· Nieuwer-Amstel
· Noord-Scharwoude
· Noorder-Koggenland
· Obdam
· Oosthuizen
· Opperdoes
· Oterleek
· Oude Niedorp
· Oudendijk
· Oudkarspel
· Oudorp
· Petten
· Ransdorp
· Schardam
· Scharwoude
· Schellingwoude
· Schellinkhout
· Schermer
· Schermerhorn
· Schoorl
· Schoten
· Sijbekarspel
· Sint Maarten
· Sint Pancras
· Sloten
· Spaarndam
· Spaarnwoude
· Spanbroek
· Twisk
· Urk
· Ursem
· Veenhuizen
· Venhuizen
· Warder
· Warmenhuizen
· Waverveen
· Weesp
· Weesperkarspel
· Wervershoof
· Wester-Koggenland
· Westwoud
· Westzaan
· Wieringen
· Wieringermeer
· Wieringerwaard
· Wijdenes
. Wijdewormer
. Wijk aan Zee en Duin
· Wimmenum
· Winkel
· Wognum
· Wormer
· Wormerveer
· Zaandam
· Zaandijk
· Zeevang
· Zijpe
· Zuid-Scharwoude
· Zuid- en Noord-Schermer
· Zwaag

Dorpswapens:
Hauwert
· Volendam
· Zwaagdijk-West